# Lena Peterson
Lena Peterson, född 1939, är en svensk språkvetare, professor emerita i nordiska språk vid Uppsala universitet. Hon har framför allt ägnat sig åt att studera personnamn och runor, och har skrivit standardverket Svenskt runordsregister (1989). Hon var 1983-2010 en av två huvudredaktörer för Studia anthroponymica Scandinavica. Hon är ledamot av Kungl. Gustaf Adolfs Akademien.